# Howard Waldrop
Howard Waldrop (Houston, Misisipi, 15 de septiembre de 1946-Austin, Texas, 14 de enero de 2024) fue un escritor de ciencia ficción estadounidense.

## Biografía
Aunque nació en Misisipi, Waldrop pasó la mayor parte de su vida en Texas. Se trasladó al estado de Washington y más tarde se mudó de vuelta a Texas, concretamente a Austin. Es miembro del Turkey City Writer's Workshop, ha participado en el Rio Hondo Writing Workshop y ha dado clases en el Clarion Workshop. En 2004 empezó a escribir críticas de películas con Lawrence Person para Locus Online. 
Los relatos de Waldrop combinan elementos como la ucronía, la cultura popular estadounidense, el sur de Estados Unidos, películas y actores antiguos, mitología clásica y música rock 'n' roll. Su estilo se ha descrito como oscuro y elíptico. Sus relatos se suelen considerar divertidos: Night of the Cooters es La guerra de los mundos contada desde la perspectiva de un sheriff de Texas; en Heirs of the Perisphere aparecen personajes de Disney robóticos que se despiertan en un futuro lejano; Fin de Cyclé describe el affaire Dreyfus desde la perspectiva de unos entusiastas de la bicicleta.
Muchos de sus cuentos han sido propuestos para premios; The Ugly Chickens, sobre el dodo, ganó un Premio Nébula a la mejor novela corta en 1980 y un World Fantasy Award en 1981.

## Obra

### Novelas
- The Texas-Israeli War: 1999 (con Jake Saunders, 1974) (Ballantine, 1986, ISBN 0-345-33994-0)
- Them Bones (Ace, 1984, ISBN 0-441-80557-4)
- A Dozen Tough Jobs (Mark V Ziesing, 1989, ISBN 0-929480-01-5)
- The Search for Tom Purdue
- The Moone World

### Colecciones de cuentos
- Howard Who? (Doubleday, 1986)
- All About Strange Monsters of the Recent Past (1987) (Ace, 1991, ISBN 0-441-16069-7)
- Night of the Cooters (1990) (Ace, 1993, ISBN 0-441-57473-4)
- Going Home Again (Eidolon, 1997, ISBN 0-9586864-0-8)
- Dream Factories and Radio Pictures (e-book, 2001; impreso por Wheatland Press 2003)
- Custer's Last Jump and Other Collaborations (Golden Gryphon, 2003, ISBN 1-930846-13-4) (incluye las colaboraciones de Waldrop conSteven Utley, Bruce Sterling, Leigh Kennedy, George R. R. Martin y otros.)
- Heart of Whitenesse (Subterranean Press, 2005, ISBN 1-59606-018-2)
- Things Will Never be the Same: Selected Short Fiction 1980 – 2005 (colección de Old Earth Books)

### Cuentos
- Thin, On the Ground incluido en Cross Plains Universe, MonkeyBrain Books, 2006

### Chapbooks
- The Soul-Catcher (1967, autoeditado)
- You Could Go Home Again (Cheap Street, 1993)
- Custer's Last Jump (with Steven Utley) (Ticonderoga Publications, 1996)
- Flying Saucer Rock and Roll (Cheap Street, 2001)
- A Better World's in Birth! (Golden Gryphon, 2003)
- The Horse of a Different Color (You Rode In On)/The King of Where-I-Go (WSFA Press, 2006;